# Шаљапинов портрет (слика)
Портрет Шаљапина је слика Бориса Кустодијева, настала 1921. године у Петрограду (данашњи Санкт Петербург). У то време оперски певач Фјодор Шаљапин се спремао да наступи у опери Александра Серова Моћ ђавола у бившем Маринском театру. Позвао је Бориса Кустодијева да ради уметничка дела за представу.
Преокрет изазван фебруарском и Октобарском револуцијом и руским грађанским ратом довео је до очајних услова живота у градовима. Валута је девалвирана и није било новца да позориште плати Шаљапину за његов наступ. Уместо тога, позориште је понудило Шаљапину богат бунду, узету из совјетског складишта у којој су били предмети заплењени од богатих људи током револуције. Шаљапин је носио капут приликом посете Кустодиеву како би га позвао да дизајнира уметничка дела за наступ. Кустодијев је у то време био болестан и није могао да хода. Када је Кустодијев сазнао за историју капута, заплењеног од претходног власника, најавио је намеру да наслика Шаљапинов портрет у овом капуту. Тако је почело двоструко дело: Феодор Шаљапин је довео Кустодијева у позориште да ради на сценској сценографији, а Кустодијев је код куће насликао Шаљапинов портрет. Совјетска влада је Кустодиеву доделила само малу собу, а није било довољно простора за рад на једном већем платну. Уместо тога, Кустодијев је насликао у деловима. Шаљапин је говорио о себи док је позирао, а понекад су певали заједно.
Портрет Шаљапина је типичан за стил Кустодијева. Постављен је у позадини свечаности у току, посебно руске традиције Масленице. Кустодијев је слику насловио Нови град, приказујући град у који је Шаљапин стигао први пут на турнеји. Али име се није задржало, а слика је постала позната као Шаљапинов портрет. Слика је пуна симболике. Шаљапин се уздиже над народом из којег је изашао. Обучен је у елегантно одело, држи штап, како је тада било модерно. Кустодијев је у сцену укључио Шаљапиновог омиљеног пса. У доњем левом углу портрета Кустодијев је насликао Шаљапинове ћерке Марију и Марту како шетају свечаним тргом у пратњи блиског пријатеља, секретара певача И. Двориччина. Приказани су поред постера који промовише Шаљапинов концерт.
1922. Шаљапин је емигрирао из Русије, поневши портрет са собом. Исте године Кустодијев је направио минијатурну копију портрета, који се сада налази у Руском државном музеју у Санкт Петербургу. Оригинал се сада налази у Санктпетербуршком државном музеју за позориште и музику.